# Rotary Mag
Rotary Mag est le journal officiel des Rotary Clubs francophones, édité à Lyon et publié chaque mois. Devenu un magazine en 2006, il informe sur l'activité du Rotary International et des Rotary clubs du monde francophone, à l'exception de la Belgique et de la Suisse.

## Concept
Rotary Mag se donne pour mission de faire connaître l'idéal de service du Rotary International et de promouvoir la langue française. Sa ligne éditoriale, déclinée sur 68 pages quadri, regroupe des reportages ou sujets d'actualités dans un cahier intitulé le Mag, des pages consacrées à l'actualité des clubs ou districts, et des articles généraux sur le Rotary International et son action dans les 180 pays où il est présent.

## Histoire
La création de la revue française, alors connue sous le nom « Les Rotary-Clubs de France », date de 1924. Elle disparaît en 1927 pour être remplacée dès 1929 par une nouvelle revue intitulée « Le Rotary », diffusée à l'échelle nationale. Son activité cesse en 1940 pour renaître en 1947 à partir du Bulletin du 48e District, édité à Lyon sous la direction de Richard Levin, rédacteur en chef, et Robert Proton de la Chapelle, gouverneur et fondateur du mensuel.
Le bulletin devient petit à petit la revue officielle des Rotary-Clubs français et d'Afrique francophone à la suite d'un accord passé entre les gouverneurs des districts. Le 1er juillet 1952, la revue change à nouveau de nom pour s'appeler Le Rotarien français. Elle est alors éditée par le Rotary-Club de Lyon. Quelques années plus tard, la propriété de la revue revient à l'association de droit français, Le Rotarien fondée le 1er janvier 1956, par des gouverneurs et anciens gouverneurs. En 1988, Le Rotarien français devient Le Rotarien, puis Rotary Mag en juillet 2018.
En 1992, Christophe Courjon succède à Marc Levin comme rédacteur en chef. Le journal se dote d'un site web en 1999.
En septembre 2006, la revue mensuelle devient un magazine; en juillet 2018, Le Rotarien devient Rotary Mag.

## Public cible
Rotary Mag vise un public d'abonnés français et francophones, membres d'un Rotary-Club, ainsi que toutes les personnes intéressées par les valeurs et les actions du Rotary International. Il est tiré à 37 000 exemplaires. 
Il est téléchargeable sur le site www.rotarymag.org